# Нойнкірхен (район)
Нойнкірхен (нім. Neunkirchen) — район в Німеччині, в складі федеральної землі Саар. Адміністративний центр — місто Нойнкірхен.

## Населення
Населення району становить 130 847 осіб (станом на 31 грудня 2021).

## Адміністративний поділ
Район складається з 5 громад (нім. Gemeinden) та двох міст (нім. Städte):
| Міста (населення)                           | Громади (населення)                                                                                                   |
| ------------------------------------------- | --- |
| 1. Нойнкірхен (46 098) 2. Отвайлер (14 395) | 1. Еппельборн (16 465) 2. Іллінген (15 982) 3. Мерхвайлер (9672) 4. Шифвайлер (15 552) 5. Шпізен-Ельферсберг (12 683) |

Дані про населення наведені станом на 31 грудня 2021.